# جيمس أوتو
جيمس أوتو (بالإنجليزية: James Otto)‏ هو مغن مؤلف وموسيقي ومغني أمريكي، ولد في 29 يوليو 1973 في Fort Lewis (Washington) ‏ في الولايات المتحدة.

## وصلات خارجية
- جيمس أوتو على موقع IMDb (الإنجليزية)
- جيمس أوتو على موقع ميوزك برينز (الإنجليزية)
- جيمس أوتو على موقع قاعدة بيانات برودواي على الإنترنت (الإنجليزية)
- جيمس أوتو على موقع إن إن دي بي (الإنجليزية)
- جيمس أوتو على موقع أول ميوزيك (الإنجليزية)
- جيمس أوتو على موقع ديسكوغز (الإنجليزية)